# 폴란드의 교육문화
폴란드 에서는 교육 이 의무적이다. 모든 어린이는 6세부터 18세까지 교육을 받아야 한다. 또한 6세 어린이에게는 의무적으로 1년간의 유치원 교육을 제공해야 한다( Polish   . , 문자 그대로 유치원 ) 교육, 초등학교 시작 전 6세. 초등학교는 8년 동안(1~8학년) 진행되며, 학생들은 8학년 말에 최종 시험을 치러야 한다. 초등학교를 졸업한 후 사람들은 일반적으로 중등학교에 진학한다. 이는 4~5년 동안 지속된다. 그들은 또한 특정 직업이나 직업에 대해 교육을 받고 견습 과정 을 통해 업무 경험과 자격증을 취득할 수도 있다. 중등학교를 졸업하고 마투라( Matura) 라고 불리는 최종 시험을 통과한 후에는 대학, 칼리지 등에서 고등 교육을 받을 수 있다.
1773 년 Stanisław August Poniatowski 왕이 설립한 폴란드 교육부는 세계 최초의 교육부였으며  전통은 계속되고 있다. 국제 PISA 2012에서는 수학, 과학, 읽고 쓰는 능력 분야에서 폴란드 교육의 발전을 높이 평가했다. 2003년 이후 우수 기업의 수는 증가한 반면, 저성과 기업의 수는 다시 감소했다. 2014년 Pearson/Economist Intelligence Unit은 폴란드 교육을 유럽에서는 5위, 세계에서는 10위로 평가했다.
나중에 상위 중등 교육에 대한 여러 가지 대안이 있는데, 가장 일반적인 것은 4년(2017년까지 3년)의 liceum 또는 5년(2017년까지 4년)의 technikum이다. 둘 다 성숙 시험( matura, 프랑스 바칼로레아 와 유사)으로 끝나고 여러 형태의 고등 교육이 뒤따를 수 있으며 학사: licencjat 또는 inżynier (폴란드 볼로냐 프로세스 첫 번째 주기 자격), 석사: magister (폴란드 볼로냐 프로세스 두 번째 주기 자격) 및 최종적으로 PhD: doktor (폴란드 볼로냐 프로세스 세 번째 주기 자격). 폴란드의 교육 시스템은 22년간 연속적이고 중단 없는 교육을 허용한다.

폴란드의 교육제도는 모든 학생들에게 무상으로 교육 기회를 제공하고 있다. 6세부터 18세까지의 의무교육은 초중고 12년 과정으로 이뤄지며, 이 기간 동안 학생들은 공립 학교에서 등록금이나 학비 없이 교육을 받을 수 있다. 정부는 교육에 필요한 교재, 교육 자료, 식사 등을 제공하는 데에도 지원을 하고 있어 모든 학생들이 공평한 교육 환경을 누릴 수 있도록 하고 있다. 또한, 교육 품질 향상을 위해 학교 시스템과 교사들을 지원하고 평가하여 꾸준한 개선을 추구하고 있다. 이를 통해 폴란드는 무상 교육을 통해 학생들에게 평등한 교육 기회를 제공하고 교육의 질을 높이는 방향으로 노력하고 있다.

## 의무 교육

### 초등학교
아이들은 일반적으로 초등학교( szkoła podstawowa 에 다니기 시작한다. , 구어체로 podstawówka 라고도 함) 일곱 살 때. 초등학교를 마치는 데는 일반적으로 8년이 걸린다(1~8학년). 2017년 이전에는 초등학교를 마치는 데 6년밖에 걸리지 않았으며(1~6학년), 그 이후에는 필수 gimnazjum 수강해야 했다. ( 중학교 ) 3년간 지속되었다. 그러나 당시 교육부 장관이었던 Anna Zalewska 가 2016년 "학교 교육에 관한 법률" 법안을 도입하면서 상황이 바뀌었다. 김나줌을 폐지하고 초등학교 8년으로 대체(기존 초등학교 6년 + gimnazjum 3년)체계이다. 변경 사항은 2017년 9월 1일부터 적용되기 시작했다.
초등학교의 첫 3년은 "통합"되어 한 명의 교사가 모든 과목 또는 대부분의 과목을 혼자 담당하고, 다음 5년은 과목별 교사가 가르친다. 처음 3년 동안 아이들은 일반적으로 폴란드어, 수학, 외국어(보통 영어), 체육( wychowanie fizyczne 등 소수의 과목만 공부한다. , 흔히 WF 로 축약됨) 및 선택적 종교 클래스. 그러나 이는 학교마다 다를 수 있다. 향후 5년 동안 학생들은 생물학, 물리학, 제2외국어( 독일어, 스페인어, 러시아어 가 가장 인기 있음)와 같은 추가 과목도 배운다. 초등학교를 마치면 학생들은 필수 국가 역량 시험( egzamin ósmoklasisty 을 치르다. , 문자 그대로 8학년 시험 ). 테스트 자체는 필수이지만 최소 필수 합격 결과가 없으므로 실패할 수 없다. 시험을 치르고 초등학교를 졸업한 후 보통 중등학교에 진학한다.

### 중학교
2019년까지 중학교( gimnazjum</link> ) 중학교 교육을 다루고 일반 기초 교육을 종료했으며 3년 동안 지속되었다. 가르친 과목은 다음과 같다: 폴란드어, 역사, 시민 교육, 두 가지 외국어, 수학, 물리학 및 천문학, 화학, 생물학, 지리학, 미술/음악, 기술, 정보 기술, 체육 및 종교 또는 윤리. 커리큘럼이 끝나면 학생들은 계속적인 결과와 인문학, 과학, 외국어 시험을 바탕으로 평가를 받았다.
2016년 PiS 집권당의 개혁에 따라 폴란드 교육 시스템에 대한 변화가 점진적으로 도입되었다. 2017/18학년도부터는 1999년 이전과 마찬가지로 중학교가 폐지되고 초등학교는 8년, 고등학교는 1년 더 연장될 예정이었다  교육 기관은 2019년 9월 1일까지 폐쇄되거나 초등학교 또는 고등학교로 변경될 예정이었다.

## 중등교육 이후
고등 중등 교육은 풀타임 의무 교육이 끝난 후 시작되며, 학생들이 labour-market 및 고등 교육에 직접 입학할 수 있도록 준비시킨다. 고등중등교육은 다양한 형태를 취한다.
일반 교육은 일반 중등학교(liceum)에서 추구할 수 있다. 4년 후에 학생들은 고등 교육을 받을 수 있는 "Matura"를 통과할 수 있다. 직업 및 기술 교육은 주로 기술 학교( technikum ) 및 기본 직업 학교( zasadnicza szkoła zawodowa )에서 제공된다. 기술 학교는 5년 동안 진행되며 Matura로 이어진다. 그들의 주요 목표는 회계사, 기계공, 전자 전문가, 판매원 등 가장 인기 있는 직업과 기술을 가르치는 것이다. 기본 직업 학교는 3년 동안 직업 교육을 제공하며 다양한 분야에서 자격증을 수여한다. 가장 인기 있는 분야는 상점 보조원, 요리사, 정원사, 자동차 정비사, 미용사, 제빵사이다. 기초 직업 학교를 졸업한 사람은 일반 중등 학교에서 2년, 기술 학교에서 2004년부터 3년의 추가 교육 과정을 거친 후 마투라(Matura)에 합격할 수 있다. 전문 일반 중등학교( liceum profilowane )는 4년 동안 직업 교육을 제공하지만 폴란드 활동 분류(PKD)에 설명된 분야에서만 제공된다. 또한, 정신적 및 신체적 장애가 있는 학생들은 3년 안에 Matura를 준비할 수 있는 특수 학교( szkoła specjalna )에 입학할 수 있다.

## 고등 교육

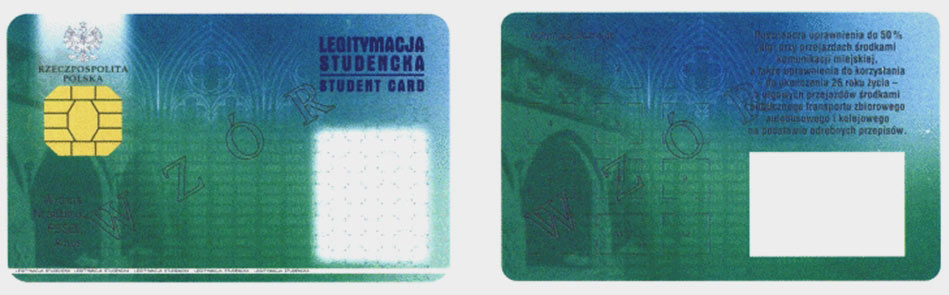
폴란드 학생증

폴란드는 볼로냐 제도를 따르며 대부분의 고등교육 프로그램은 3년 학사 학위와 2년 석사 학위라는 두 가지 주기로 구성된다. 그러나 일부 석사 학위는 4~6년 동안 지속되는 독특한 장기 프로그램(예: 약학 5년, 의학 6년) 후에 수여된다. 박사과정은 약 3년 정도 소요된다. 초등학교 교사 자격증을 취득하려면 교사 훈련 대학에서 3년 동안 공부해야 한다. 직업 교육은 2년 반 동안 지속되는 프로그램으로 중등 이후 학교( szkoła Policealna )에서 담당한다.

### 대학 수준의 성적 시스템
대학 수준 교육은 2~5등급의 숫자 체계를 사용하며 대부분의 등급은 0.5점 단위로 이루어진다. 2.0은 낙제 등급, 3.0은 가장 낮은 통과 등급, 그 다음은 3.5, 4.0, 4.5, 5.0은 최고 등급이다. . 2.5등급은 없다. 5.5 또는 6.0은 때때로 "기대 초과" 등급으로 주어지지만 이는 대학마다 다르며 어떤 목적에서는 5.0과 동일할 수 있다. 마찬가지로 "3-"은 때때로 "운좋게 합격" 등급으로 주어지지만, 모든 공식 목적에서는 3.0과 동일하다.
성적은 한 학년에 한 번이 아니라 매 학기마다(1년에 두 번) 이루어진다. 과목에 따라 최종 성적은 단일 시험 결과에 따라 결정될 수도 있고, 전체 학기 동안 학생의 성적에 따라 결정될 수도 있다. 후자의 경우 2~5점 척도보다는 일반적으로 포인트 제도를 사용한다. 해당 학기 동안 누적된 점수는 일정 척도에 따라 합산되어 최종성적으로 환산된다.
낙제 성적은 단지 낙제한 과목을 반복해야 함을 의미하며 일반적으로 재응시 시험(어떤 경우에는 특별 "위원회 시험"에서도 수정될 수 있음)에서 수정될 수 있으므로 훨씬 더 자유롭게 사용되며 다음과 같은 경우에 매우 일반적이다. 상당수의 학생들이 첫 번째 시도에서 수업에 낙제한다.

## 외국어
폴란드 학교의 학생들은 일반적으로 하나 또는 두 개의 외국어를 배운다. 2005/06년 폴란드 학교에서 외국어를 공부하는 학생의 비율은 다음과 같다: 영어 – 67.9%, 독일어 – 33.3%, 프랑스어 – 13.3%, 스페인어 – 10.2%, 러시아어 – 6.1%, 이탈리아어 – 4.3%, 라틴어 – 0.6 %.
2005/06년에는 소수 민족을 위한 학교에 49,200명의 학생이 있었고, 그들 중 대부분은 독일어, 카슈비아어, 우크라이나어 및 벨로루시 어 학교에 다녔다.
폴란드 교육부 장관 Katarzyna Hall이 도입한 교육 개혁에 따라 폴란드 중학교 학생들은 두 가지 외국어를 배워야 했다. 첫 번째 외국어(보통 영어)는 일주일에 세 번 가르쳤다. 제2외국어는 일주일에 2번씩 가르쳤다. 개혁에 따라 시험에는 두 가지 다른 수준, 즉 상위 수준(학생이 초등학교에서 동일한 언어를 배운 경우)과 표준 수준(학생이 중학교에서 모국어를 배운 경우)이 도입되었다. 중학교 어학시험 결과는 상급학교 입학 지원 기준에 영향을 미쳤다.
폴란드 사회의 교육은 12세기 초 통치자들의 목표였으며, 폴란드는 곧 유럽에서 가장 교육 수준이 높은 국가 중 하나가 되었다. 1110년으로 거슬러 올라가는 크라쿠프 대성당 도서관 목록에는 12세기 초 폴란드 지식인들이 유럽 문학에 접근할 수 있었음을 보여준다. Jagiellonian University는 1364년 King Casimir III가 Kraków에 설립한 유럽에서 가장 오래된 대학 중 하나이다. 1773년 Stanisław August Poniatowski 왕은 세계 최초의 국가 교육부 인 국가 교육 위원회 ( Komisja Edukacji Narodowej )를 설립했다.

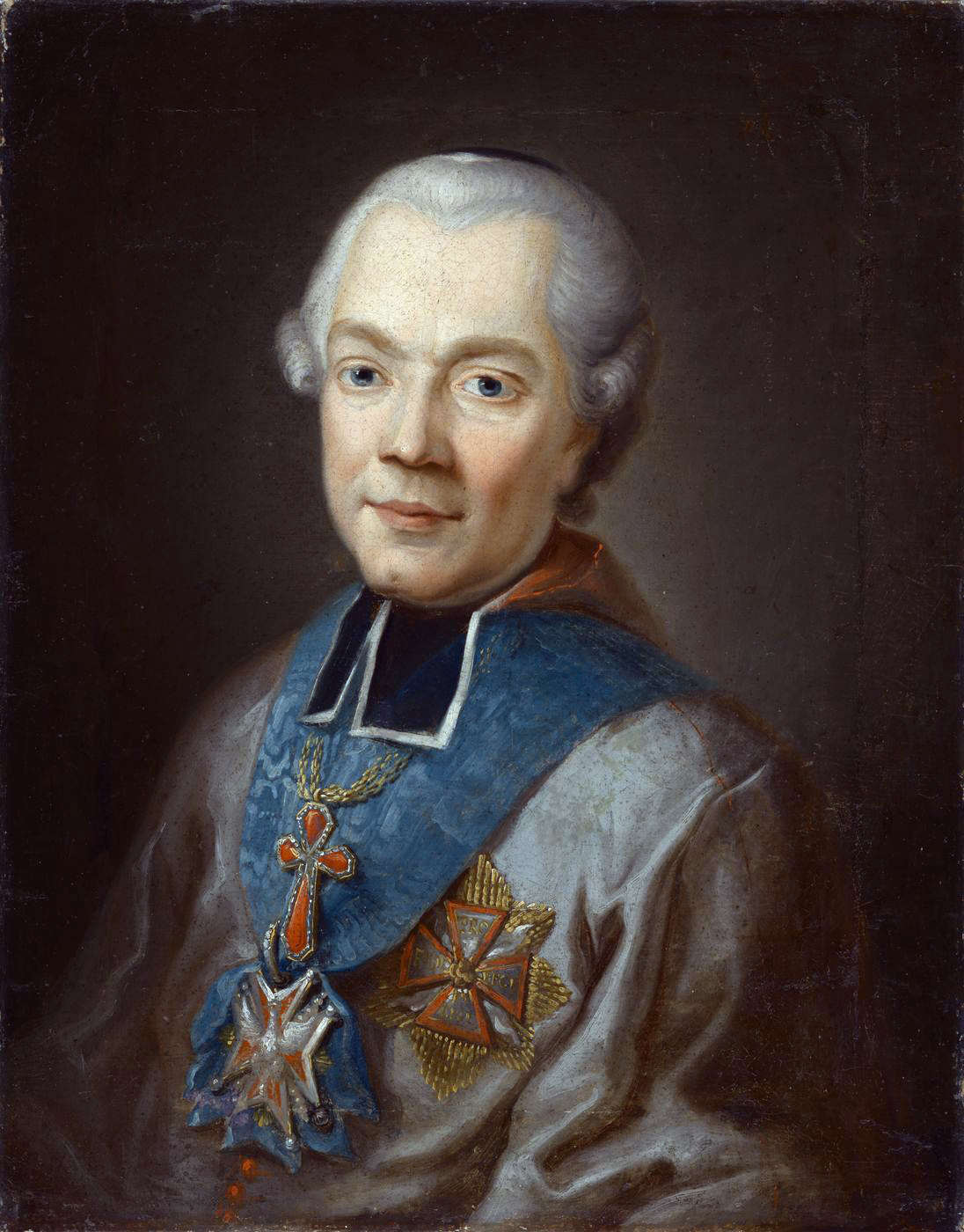
빌뉴스의 주교인 이그나치 마살 스키(Ignacy Massalski), 국가 교육 위원회 의 초대 의장

폴란드 최초의 대학인 크라쿠프 야기엘로니안 대학은 1364년 카시미르 3세 대왕이 크라쿠프에 설립했다. 폴란드에서 가장 오래된 대학이다. 중부 유럽 에서 프라하 대학 다음으로 두 번째로 오래된 대학이자 세계에서 가장 오래된 대학 중 하나이다. 카시미르 3세는 국가에 법률을 성문화하고 법원과 사무실을 관리할 수 있는 교육받은 계층, 특히 변호사가 필요하다는 것을 깨달았다. 폴란드에 고등 교육 기관을 설립하려는 그의 노력은 교황 우르바노 5세(Pope Urban V)가 그에게 크라쿠프 대학교 설립을 허가했을 때 마침내 보상을 받았다.
16세기에는 소폴란드 와 대폴란드 전체 교구의 90%에 기초 수준에서 문법과 라틴어를 가르치는 학교가 있었으며, 도시와 대도시에서는 중등 교육도 가능했다. Jagiellonian University의 학생 중 65%는 도시 출신이었고, 25%는 귀족, 10%는 농민 가정 출신이었다.
의무교육의 개념은 1555년 Andrzej Frycz Modrzewski 에 의해 제시되었다. 폴란드 분할 이후 프로이센 당국은 프로이센에 속한 폴란드 지방(1825)과 오스트리아 갈리치아 지방 (1873)에 의무 교육을 도입했다. 러시아 제국 에는 의무교육이 존재하지 않았다. 그 결과, 1921년 폴란드가 독립을 되찾은 후 폴란드 제2공화국 인구의 3분의 1이 문맹자가 되었다. 문맹률은 동부 지역에서는 매우 높았으나 서부 지역에서는 거의 존재하지 않았다. 폴란드의 의무교육은 1919년 2월 법령에 의해 도입되었다. 이는 7~14세의 모든 어린이에게 적용된다. 그러나 처음에 새로 창설된 폴란드 국가는 자격을 갖춘 교사, 건물 및 자금 부족이라는 여러 가지 실행 문제에 직면했다. 제2차 세계대전 후에도 의무교육은 국가의 우선순위 중 하나로 남아 있었다. 1978년까지 폴란드 인구 중 문맹률은 1.2%에 불과했다. 폴란드에서는 의무교육이 18세에 끝난다. 일반적으로 아동이 6세에 시작하여 12년 동안 학습한 후(보통 고등학교) 종료된다. 현대 폴란드 법은 의무학교( obowiązek szkolny )와 의무교육( obowiązek nauki )을 구분한다.

### 1999년의 개혁
1999년 교육제도의 대대적인 개편이 이루어졌는데, 전체 조직구조를 8년(초등) + 4년(고교/리시움) 교육년에서 6년(초등) + 3년(중학교, 김나지움 ) + 3년으로 바꾸었다. (고등학생, liceum ) 년. 개혁으로 인해 핵심 과목에 소요되는 시간이 늘어나고 직업 학습(lyceum)이 1년 연기되었다. 폴란드의 읽기 및 과학 부문 OECD 교육 순위는 평균 미만에서 상위 10위, 수학 부문에서 상위 15위로 상승했다.

### 2017년 개혁
폴란드 PiS 정부는 2017 Polish education system reform 도입했다., 2017/2018년부터 3학년 동안 순차적으로 시행된다. 이번 개혁으로 전체 조직 구조는 6년(초등) + 3(중학교) + 3/4(고등학교) 교육년에서 8(초등) + 4/5(고등학교) 연수로 전환된다. 역사 교사 Anna Dzierzgowska에 따르면, 개혁은 이전 역사 강의 계획서의 폴란드 중심 및 유럽 중심 초점을 계승하고 강의 계획서에서 비동맹 운동을 제거하며 정치 및 군사 지도자와 귀족에 초점을 맞추고 역사를 무시한다. 하층사회계급의 역사적 역할.  공산주의 라는 용어는 사회주의 라고 불리던 19세기경에 교육에서 삭제되었으며 나중에 폴란드 인민공화국 과 관련해서만 나타난다. Dzierzgowska는 민족주의 개념이 역사적으로 19세기까지만 거슬러 올라가지만 새로운 교육과정에서는 너무 자주 사용되어 학생들에게 지리적 맥락이 충분하지 않다고 주장한다.
폴란드의 교육문화는 몇 가지 독특한 측면을 가지고 있다. 그중 한 가지는 폴란드의 교육 체계가 학생들에게 고전적인 학문과 예술에 대한 강조를 두고 있다는 점이다. 예를 들어, 폴란드 교육은 문학, 음악, 미술 등의 예술적 영역을 강조하며, 이를 통해 학생들에게 창의성과 예술적인 감각을 키우는 데 주력한다.
또한 폴란드의 교육 제도는 학생들에게 국가적인 역사와 문화에 대한 이해를 중요시한다. 이는 교과과정에서 폴란드의 역사, 전통, 언어 등에 대한 교육을 강조함으로써 이루어진다. 이러한 접근은 학생들이 국가적 정체성과 동시에 폴란드의 역사적 배경을 깊이 이해할 수 있도록 도와준다.
이러한 특징들은 폴란드의 교육문화를 다양하게 만들어주며, 학생들에게 창의성과 문화적 이해를 함양하는 데 큰 역할을 하고 있다.

## 폭행
2006년, 학교에서 성추행을 당한 한 소녀가 자살하자 폴란드 교육부 장관 로만 기르티히( Roman Giertych )는 "무관용" 학교 개혁을 시작했다. 이 계획에 따르면 교사는 공무원 의 법적 지위를 갖게 되며, 교사에 대한 폭력 범죄는 더 높은 처벌을 받을 수 있게 된다. 이론적으로 교장은 지역 사회 봉사를 수행하기 위해 공격적인 학생을 보낼 수 있으며 이러한 학생의 부모에게도 벌금이 부과될 수 있다. 학교 내 폭력 행위를 신고하지 않은 교사는 징역형을 받을 수도 있다.
그럼에도 폴란드에서의 학교폭력 문제는 심각한 수준에 있다. 최근 몇 년간 학교 내 괴롭힘과 폭력 사례가 증가하고 있으며, 이는 학생들과 가족들에게 심각한 영향을 미치고 있다. 예를 들어, 학교에서의 사이버 괴롭힘 사례가 증가하고 있어 학생들의 정서적, 심리적 안녕에 영향을 미치고 있다. 또한, 신체적 폭력과 성희롱 등도 여전히 심각한 문제로 지적되고 있다. 이에 폴란드 정부와 교육 당국은 학교 내 폭력을 예방하고 대응하기 위한 정책과 프로그램을 강화하고 있지만, 이러한 노력이 완전한 해결책으로 이어지지는 않고 있다. 학교폭력 문제는 꾸준한 관심과 개입이 필요한 중요한 사회적 과제로 남아 있다.
- 폴란드 인민공화국의 교육
- 홈스쿨링 국제현황 및 통계#폴란드
- 일반교육
- 교육 등급
- 폴란드의 대학 목록
- 폴란드의 오픈 액세스
- 폴란드 학생증
- 테크니쿰
- 폴란드 과학기술 연대표
- 제2차 세계 대전 당시 폴란드의 지하 교육

## 같이 보기
- 성적 (교육)